# Форд Стерлінг
Форд Стерлінг (англ. Ford Sterling), справжнє ім'я — Джордж Франклін Стіч (англ. George Franklin Stich; 3 листопада 1882 — 13 жовтня 1939) — американський комік і актор, відомий по своїй роботі в кінокомпанії «Keystone Studios». Один з чотирьох її керівників.

## Біографія
Джордж Франклін Стіч народився в Ла-Крос, штат Вісконсин, почав свою кар'єру в німих фільмах в 1911 році в кінокомпанії Biograph Studios. Коли режисер Мак Сеннет покинув студію щоб створити Keystone Studios, Стерлінг пішов за ним. Там він протягом двадцяти п'яти років з успіхом знімався в комедійних фільмах.
Після появи звукового кіно, продовжував зніматися, останній раз з'явився на екрані в 1936 році, знявшись в цілому в 270 фільмах.
Помер в 1939 році від серцевого нападу (на тлі застарілого діабету) в Лос-Анджелесі, штат Каліфорнія і похований в Голлівуді на кладовищі «Hollywood Forever».
За великий внесок в кіноіндустрію, Форд Стерлінг має зірку на Алеї слави в Голлівуді (6612 Голлівудський бульвар).

## Вибрана фільмографія
- 1913 — Бандит / A Bandit — бандит
- 1913 — Бунт / The Riot
- 1913 — Вино / Wine — обідає
- 1913 — Вексель Мерфі / Murphy's I.O.U.
- 1913 — Ганстери / The Gangsters — референт
- 1913 — Два старика / Two Old Tars
- 1913 — Деякі нервові / Some Nerve — чоловік
- 1913 — Драматична кар'єра Мейбл / Mabel's Dramatic Career — актор
- 1913 — Заради любові до Мейбл / For the Love of Mabel
- 1913 — Звільнення професора Біна / Professor Bean's Removal — професор Бін
- 1913 — Коли мрії збуваються/ When Dreams Come True — коробейник
- 1913 — Королі швидкості / The Speed Kings — батько Мейбл
- 1913 — Любов і мужність / Love and Courage
- 1913 — Любов і сміття / Love and Rubbish — містер Фікл
- 1913 — Підглядаючий Піт / Peeping Pete — сусід
- 1913 — Пікнік офіціантів / The Waiters' Picnic — Луї, шеф-кухар
- 1913 — Поїздка для нареченої / A Ride for a Bride
- 1913 — Сейф у в'язниці / Safe in Jail — констебль
- 1913 — Фатальне таксі / The Faithful Taxicab — Еберт Трокмортон
- 1913 — Фатті в Сан-Дієго / Fatty at San Diego
- 1913 — Фліртуючий Фатті / Fatty's Flirtation
- 1914 — В лапах банди / In the Clutches of the Gang — Чіф Техізел
- 1914 — Заслужена нога / A Misplaced Foot
- 1914 — Надійний Ромео / A Robust Romeo
- 1914 — Між двома зливами / Between Showers — суперник Донжуана
- 1914 — Морські німфи / The Sea Nymphs
- 1914 — Танго-путаниця / Tango Tangles — керівник оркестру
- 1914 — Це людина Мінстрела / That Minstrel Man
- 1915 — Будівля суду Крукс / Court House Crooks, або Courthouse Crooks — окружний прокурор
- 1915 — Маленьке золото / That Little Band of Gold — Гассі Готрокс
- 1915 — Фатті і Бродвейські зірки / Fatty and the Broadway Stars — камео
- 1916 — Його брехливе серце / His Lying Heart — торговець
- 1923 — Голлівуд / Hollywood
- 1924 — Той, хто отримує ляпаси / He Who Gets Slapped — Трікауд
- 1929 — Саллі / Sally — «Попс» Шендорфф
- 1931 — Відважні серця і золоті руки / Stout Hearts and Willing Hands — коп